# Gianluca Attanasio

Cosimo Gianluca (John) Attanasio, (Italia, 12 de julio de 1979) es un compositor, cantante,   director de cine, guionista y periodista italiano, experto en la música y la crítica teatral.

## Biografía
Después perfeccionó en piano moderno en Florencia, bajo la dirección de Walter Savelli, Attanasio firmó un contrato discográfico con " Time music / Aliante" (Sergio Cammariere) que pruduce las canciones "In questo Unverso", "Balla con me", "Stasera sono spento", programado por el mayor radio nacional italiana. Los primeros trabajos de Attanasio nace de la colaboración con músicos como Geoff Westley (Lucio Battisti), Mike Appelbaum (Zucchero Fornaciari), Francesco Musacco, Roberto Guarino (Lucio Dalla). El verano de 1998 Attanasio es uno de los afortunados que abren el mega concierto de Claudio Baglioni en el Estadio Olímpico de Roma. Posteriormente escribió música para teatro, cine y danza. En 2004, Attanasio ha compuesto la pieza orquestal "Serenata dal cuore", para celebrar el último cumpleaños del Papa Juan Pablo II. La canción fue interpretada en la Ciudad del Vaticano en presencia del Papa, interpretado por el "Orchestra classica di Alessandria", bajo la dirección de Renato Serio  Un cine y música ha colaborado con Ennio Coltorti,  Mauro Mandolini, Gianluca Ramazzotti, Jesús Emiliano Coltorti, Gianna Paola Scaffidi,  Riccardo Mei, Adriana Ortolani, Goffredo Maria Bruno, Martine Brochard e y muchos otros.

## Filmografía

### Como director
- 2010 - Last song. Sofia's promise (cortometraje)
- 2011 - One day I'll be happy (cortometraje)
- 2012 - No regrets (cortometraje)
- 2012 - Le parfum de la vie (cortometraje)
- 2012 - Rovine (cortometraje)
- 2013 - Something to remember(película)

### Como guionista
- 2010 - Last song. Sofia's promise
- 2011 - One day I'll be happy
- 2012 - No regrets
- 2012 - Le parfum de la vie
- 2012 - Rovine

### Como compositor
- 2010 - Last song. Sofia's promise
- 2011 - One day I'll be happy
- 2012 - No regrets
- 2012 - Le parfum de la vie
- 2012 - Rovine
- 2013 - Something to remember

### música para teatro
- 2003: Romeo y Julieta. Dirección: Daniele Scattina
- 2006: "AK-47". Dirección: Daniele Scattina,  Archivado el 18 de julio de 2011 en Wayback Machine.
- 2009: "La neve era sporca", dirección: Daniele Scattina
- 2009: "Napoleone e... il generale", escrito por Soisiz Moreau; dirección: Gianluca Ramazzotti y Mauro Mandolini
- 2009: "2012- L’attesa". Dirección: Goffredo Maria Bruno
- 2009: "2.24".  Escrito por  Pascual Carbonell & Jerónimo Cornelles. Dirección: Mauro Mandolini
- 2009: "Un’ora senza televisione" escrito por  Jame Salom. Dirección: Gianluca Ramazzotti.
- 2009: "Un lungo applauso", dirección:  Mauro Mandolini
- 2010: Humillados y ofendidos escrito por Fyodor Dostoyevsky. Dirección Francesco Giuffrè
- 2011: Humillados y ofendidos
- 2011: "Ritratto di Sartre da giovane". (adaptación musical)
- 2011: "Tornerò prima di mezzanotte", escrito poi   Peter Colley. Dirección: Gianluca Ramazzotti, con Gianluca Ramazzotti, Miriam Mesturino, Roberto Mantovani, Daniela Scarlatti. Teatro Erba, Torino.
- 2011: "2.24"  escrito por Pascual Carbonell & Jerónimo Cornelles. Dirección: Gianluca Ramazzotti, with Mauro Mandolini, Veruska Rossi, Elisa d'Eusanio. Teatro dell'Orologio, Roma.

### Como actor
- 2010 - Last song. Sofia's promise
- 2011 - One day I'll be happy (voz en off)
- 2012 - No regrets

### Premios
- 2007  Premio "Fondi la Pastora" para el espectáculo "Ak 47, questo silenzio atroce", dirigida por Daniele Scattina
- 2010  Premio "Schegge d'autore" (Roma) y Premio "Short" (Roma)